# Aldeído
Em química, aldeído é uma função orgânica que se caracteriza pela presença em sua estrutura do grupamento carbonila (C=O) na extremidade da cadeia, caracterizando a presença de um grupo -CHO na extremidade do composto orgânico, denominado aldoxila, metanoila ou formila.

Fórmula estrutural geral de um aldeído.

## Estrutura de aldeídos
A ligação C=O define uma região planar na molécula, com os ligantes do carbono carbonílico a 120o entre si. O comprimento da ligação C=O é de 121 pm ( 1 pm = 10-12 m).

## Propriedades físicas
Aldeídos menores são mais solúveis em água, formaldeído e acetaldeído completamente.
O odor de aldeídos de baixo peso molecular é irritante, porém, à medida que o número de carbonos aumenta, torna-se mais agradável. Os aldeídos de maior peso molecular, que possuem de 8 a 12 átomos de carbono, são muito utilizados na indústria de cosméticos na fabricação de perfumes sintéticos.

## Obtenção
É obtido através da oxidação de álcoois primários em meio ácido ou de sua desidrogenação catalítica na forma de vapor em presença de metais como o cobre, a prata e a platina, ou da oxidação catalítica de vapores de álcoois por oxigênio do ar.
Existem vários métodos para preparar aldeídos, porém o método mais utilizado é a hidroformilação de alcenos.  Veja o exemplo da síntese do butiraldeído por hidroformilação de propeno:
H2 + CO + CH3CH = CH2 → CH3CH2CH2CHO

Aldeídos são comumente gerados pela oxidação do álcool e o formaldeído é produzido em larga escala pela oxidação do metanol. [12] O oxigênio é o reagente mais adequado, sendo "verde" e barato.
[O] + CH3 (CH2) 9OH → CH3 (CH2) 8CHO + H2O

Porém em laboratório, são utilizados agentes oxidantes mais especializados, mas os reagentes de cromo (VI) são populares. A oxidação pode ser obtida aquecendo o álcool com uma solução acidificada de dicromato de potássio. Nesse caso, o excesso de dicromato oxidará ainda mais o aldeído a um ácido carboxílico, de modo que o aldeído é destilado à medida que forma (se volátil) ou são utilizados reagentes mais leves, como o PCC. [13]

## Nomenclatura

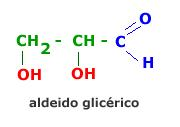
Aldeído glicérico.

Os aldeídos mais simples são designados a partir dos ácidos carboxílicos correspondentes. Assim, o composto derivado do ácido butírico é chamado de aldeído butírico ou butiraldeído.
Segundo a nomenclatura IUPAC, o nome de um aldeído é obtido utilizando o prefixo do número de carbonos da cadeia principal seguido pelo sufixo  "al". Nos compostos que apresentam ramificações, considera-se como principal a cadeia que contém o grupo funcional, iniciando-se nela a numeração.
Exemplos:
- HCHO: metanal ou formaldeído
- CH3CH2COH: propanal
- HOC-CH2-CH2-COH: butanodial (note que a numeração não é necessária, já que a função aldeído só pode estar na extremidade da cadeia)

Quando não for possível usar a forma sufixal, há ainda duas alternativas:
- Usar o sufixo -carbaldeído. Por exemplo, HOC-CH2CH2CH(CHO)CH2CHO poderia ser nomeado como butano-1,2,4-tricarbaldeído. Note que, dessa maneira, excluímos da cadeia os carbonos da formila.[4]
- Usar o prefixo formil-. Por exemplo, poderíamos nomear o mesmo composto do exemplo anterior como 3-(formilmetil)hexanodial, considerando como parte da cadeia principal dois grupos formila.[4]

Nomenclatura usual:
- Metanal-aldeído formíco

- Etanal-Aldeído Acético ou acetaldeído

- Propanal-Aldeído propionico ou propionaldeido

- Butanal-Aldeído Butiríco

- Pentanal-Aldeído Valérico ou Valeraldeído

- Etanodial-Oxaladeído

- Fenil-metanal--Benzaldeído.

## Utilidade
De todos os aldeídos, o formaldeído é produzido em maior escala, cerca de 6000000 toneladas por ano. É usado principalmente na produção de resinas quando combinado com ureia, melamina e fenol (por exemplo, baquelite). É um precursor do diisocianato de metileno difenil ("MDI"), um precursor dos poliuretanos. O segundo aldeído principal é o butiraldeído, dos quais cerca de 2500000 toneladas por ano são preparadas por hidroformilação. É o principal precursor do 2-etil-hexanol, usado como plastificante.  O acetaldeído já foi um produto dominante, mas os níveis de produção caíram para menos de 1000000 toneladas por ano porque serviu principalmente como precursor do ácido acético, que agora é preparado pela carbonilação do metanol. Muitos outros aldeídos encontram aplicações comerciais, muitas vezes como precursores de álcoois, os chamados álcoois oxo, que são usados em detergentes. Alguns aldeídos são produzidos apenas em pequena escala (menos de 1000 toneladas por ano) e são usados como ingredientes em sabores e perfumes como Chanel No. 5. Eles incluem o cinamaldeído e seus derivados, citral e lilial.

## Reações
Os aldeídos reagem de forma semelhante a cetonas sobre o grupo carbonila, porém a maior parte das reações ocorre mais rapidamente, pela diminuição do efeito estéreo sobre o carbono da ligação C=O. As reações típicas seguem o mecanismo de adição nucleofílica, que pode resultar em uma eliminação e formar uma ligação dupla com outro átomo.
O grupo formil pode ser facilmente reduzido a um álcool primário (-CH2OH) em condições brandas, utilizando boro-hidreto de sódio.
O grupo ciano na HCN pode ser adicionado ao grupo carbonila para formar cianidrinas, R-CH (OH) CN. Nesta reação, o íon CN- é o nucleófilo que ataca o átomo de carbono parcialmente positivo do grupo carbonil. O mecanismo envolve um par de elétrons da ligação dupla do grupo carbonil que é transferido para o átomo de oxigênio, deixando-o ligado ao carbono e dando ao átomo de oxigênio uma carga negativa. Esse íon intermediário reage rapidamente com o H +, como na molécula de HCN, para formar o grupo álcool da cianoidrina.
Aldeídos reagem com água e álcoois e formam acetais e hemiacetais, porém as constantes de equilíbrio para a maioria dos aldeídos é baixa e a proporção destes produtos é pequena. Porém em alguns casos a reação é favorecida, como na hidratação do formaldeído, do cloral e de açúcares que resultam em compostos cíclicos com 5 e 6 membros, como no caso da frutose e da glicose.
Os compostos organometálicos, como reagentes organolítio, reagentes de Grignard ou acetiletos, sofrem reações de adição nucleofílica, originando um grupo álcool substituído. As reações relacionadas incluem adições de organostananos, reações de Barbier e a reação de Nozaki-Hiyama-Kishi.
Na reação aldol, os enolatos metálicos de cetonas, ésteres, amidas e ácidos carboxílicos são adicionados aos aldeídos para formar compostos β-hidroxicarbonil (aldóis). A desidratação catalisada por ácidos ou bases leva então a compostos carbonil a, β-insaturados. A combinação dessas duas etapas é conhecida como condensação de aldol.
A reação com uma amina primária ou secundária se dá pela adição ao grupo carbonil, seguido pela transferência de um próton para o átomo de oxigênio para gerar uma carbinolamina. No caso de uma amina primária, uma molécula de água pode ser eliminada do intermediário da carbinolamina para produzir uma imina ou seu trímero, uma hexahidrotriazina. Essa reação é catalisada pelo ácido. A hidroxilamina (NH2OH) também pode ser adicionada ao grupo carbonil, resultando na oxima após a eliminação da água A reação com  2,4-dinitrofenil-hidrazina forma a hidrazona, que geralmente são sólidos cristalinos alaranjados. Essa reação forma a base de um teste para aldeídos e cetonas.
A reação de Prins ocorre quando um alceno nucleofílico ou alcino reage com um aldeído como eletrófilo. O produto da reação de Prins varia com as condições da reação e substratos empregados.
O grupo formil oxida facilmente a carboxila, formando o ácido carboxílico correspondente (-COOH). O oxidante preferido na indústria é oxigênio ou ar. No laboratório, os agentes oxidantes populares incluem permanganato de potássio, ácido nítrico, óxido de cromo (VI) e ácido crômico. A combinação de dióxido de manganês, cianeto, ácido acético e metanol converterá o aldeído em um éster metílico.
Outra reação de oxidação é a base do teste do espelho de prata. Neste teste, um aldeído é tratado com o reagente de Tollens, que é preparado adicionando uma gota de solução de hidróxido de sódio na solução de nitrato de prata para obter um precipitado de óxido de prata (I) e adicionando apenas uma solução diluída de amônia para redissolver o precipitar em amônia aquosa para produzir o complexo [Ag (NH3) 2] +. Esse reagente converte aldeídos em ácidos carboxílicos sem atacar as ligações duplas carbono-carbono. O nome teste de espelho de prata surge porque essa reação produz um precipitado de prata, cuja presença pode ser usada para testar a presença de um aldeído.
Uma reação de oxidação adicional envolve o reagente de Fehling como teste. Os íons complexos de Cu2 + são reduzidos a um precipitado de Cu2O cor de tijolo vermelho.
Se o aldeído não puder formar um enolato (por exemplo, benzaldeído), a adição de base forte induz a reação de Cannizzaro. Essa reação resulta em desproporção, produzindo uma mistura de álcool e ácido carboxílico.

## Caracterização
Os aldeídos são facilmente identificados por métodos espectroscópicos. Usando espectroscopia de infravermelho, eles exibem uma banda νCO forte perto de 1700 cm− 1 . A conjugação em aldeídos aromáticos diminui esta valor para 1680 cm-1, em média. O espectro de RMN de 1H mostra o hidrogênio formil perto de δH 9,5 a 10, que é bastante característico. Este sinal mostra o acoplamento característico de qualquer próton no carbono α com uma pequena constante de acoplamento tipicamente menor que 3,0 Hz. Os espectros de 13C-RMN de aldeídos e cetonas fornecem um sinal suprimido (fraco), mas distinto, em δC 190 a 205.